# Vandika Ervandovna Avetisyan
Vandika Ervandovna Avetisyan (del idioma armenio Ավետիսյան translitera a: Avetissjan, Avetisian, Avetisaian) (1928, 5 de octubre) es una botánica armenia. Trabajó y exploró extensamente la región de Armenia., a través del "Instituto de Botánica", de la Academia Armenia de Ciencias.
- La abreviatura «V.E.Avet.» se emplea para indicar a Vandika Ervandovna Avetisyan como autoridad en la descripción y clasificación científica de los vegetales.[6]